# 모킹버드 (영화)
《모킹버드》(영어: Mockingbird)는 미국에서 제작된 2014년 파운드 푸티지 공포 영화이다. 주문형 비디오로 출시됐다. 《노크: 낯선 자들의 방문》(2008)으로 데뷔한 브라이언 버티노 감독이 연출하고, 오드리 마리 앤더슨 등이 출연하였다.

## 줄거리
어느 날 등장인물들의 현관 앞에 카메라가 배달된다. 해당 카메라로 촬영을 하면 그중에서 우승자를 선정해 상금을 준다는 얘기에 사람들은 촬영을 시작한다.
그러나 이들이 받은 카메라에는 송신기가 숨겨져있었고, 카메라를 보낸 범인들은 이를 통해 등장인물들에 대해 속속들이 파악하고 있었다. 곧 범인들은 계속 찍지 않으면 죽게 될 거라는 내용의 비디오 테이프를 보낸다.
등장인물들 중 한 명은 범인들의 지시를 따라 모킹버드라는 장소에 도착해 범인으로 오인 받고 영문도 모른 채 다른 피해자들의 손에 죽는다. 말미에 범인들은 초등학생들이었다는 게 밝혀진다.

## 출연
- 오드리 마리 앤더슨 - 에미 역
- 내털리 앨린 린드 - 제이컵의 친구 4 역
- 벤저민 스토컴 - 제이컵의 친구 2 역
- 에밀리 앨린 린드 - 애비 역
- 얼리비아 앨린 린드 - 메건 역
- 토드 스태슈윅 - 톰 역
- 리 갈링턴 - 엄마 역
- 스펜서 리스트 - 제이컵 헨리 역
- 알렉산드라 라이던 - 베스 역